# 大阪市都市景観資源
大阪市都市景観資源（おおさかしとしけいかんしげん）とは大阪市内に存在する、景観的に優れた建造物、橋や樹木等、地域の景観形成上重要な資源を積極的に活用するため、大阪市都市景観条例第18条に基づいて選定されるものである。

## 大阪市都市景観資源の一覧
1993年以降順次選定され、2018年4月現在401件が選定されている。以下は2003年度および2004年度に登録した旧・指定景観形成物の22件を挙げる。
- 北区
  - 大阪市中央公会堂
  - お初天神（露天神社）
  - 桜宮橋（都島区との間）
  - 大阪府立中之島図書館
  - 毛馬桜之宮公園（一部は都島区）
  - 淀屋橋（中央区との間）

- 中央区
  - 大坂城天守閣
  - 旧小西家住宅
  - 道頓堀グリコサイン
  - 生駒時計店（生駒ビルヂング）
  - 大阪倶楽部
  - 綿業会館
  - 船場ビルディング

- 港区
  - 港大橋（住之江区との間）

- 天王寺区
  - 一心寺
  - 四天王寺

- 浪速区
  - 通天閣

- 東淀川区
  - 菅原城北大橋（旭区との間）
  - 水道記念館（旧柴島浄水場第1配水ポンプ場）

- 鶴見区
  - 花博記念公園鶴見緑地

- 住吉区
  - 住吉大社

- 平野区
  - 杭全神社
  - 大念佛寺